# Маршалл, Мона
Мо́на Ма́ршалл (англ. Mona Marshall; урождённая Мона М. Янотти (англ. Mona M. Ianotti); род. 31 августа 1947, Лос-Анджелес, Калифорния) — американская актриса озвучивания. Мона Маршалл известна озвучиванием большого количества аниме — обычно она выступает в роли маленького мальчика. Помимо японского аниме, Мона Маршалл озвучивает и американские мультфильмы. В частности, она известна озвучиванием Шейлы Брофловски, Линды Стотч и других женских персонажей в анимационном сериале «Южный парк».

## Избранная фильмография
- 1983—1986 — Инспектор Гаджет / Inspector Gadget — Пенни (пилотный эпизод, 2 сезон)
- 2003 - Drakengard / Angelus, Seere
- 2000—2018 — Южный парк / South Park — Шейла Брофловски / Линда Стотч / второстепенные персонажи
- 2008 — Приключения в озвучке / Adventures in Voice Acting — в роли самой себя
- 2015 — Головоломка / Inside Out — дополнительные голоса
- 2024 — Головоломка 2 / Inside Out 2 — тревога мамы